# イリーナ＝カメリア・ベグ
イリーナ＝カメリア・ベグ（Irina-Camelia Begu, 1990年8月26日 - ）は、ルーマニア・ブカレスト出身の女子プロテニス選手。これまでにWTAツアーでシングルス4勝、ダブルス9勝を挙げている。自己最高ランキングはシングルス22位、ダブルス22位。右利き、バックハンド・ストロークは両手打ち。身長181cm、体重67kg。

## 来歴
3歳からテニスを始め2005年にプロに転向。
2011年4月の アンダルシア・テニス・エクスペリエンスでは予選から勝ち上がり、準決勝で当時世界14位のスベトラーナ・クズネツォワを 3-6, 7-6(3), 6-4 で破る殊勲を挙げツアーで初めての決勝に進出。決勝では当時6位のビクトリア・アザレンカに 3–6, 2–6 で敗れ準優勝となった。2011年全仏オープンで4大大会に初出場し1回戦でアラバン・レザイを 6-3, 6-3 で破り初勝利を挙げ2回戦でスベトラーナ・クズネツォワに 1-6, 1-6 で敗れた。7月のブダペスト・グランプリでも決勝に進出しロベルタ・ビンチに 4–6, 6–1, 4–6 で敗れた。これらの活躍によりベグは2011年のWTAアワードの年間最優秀新人賞を受賞した。
2012年1月のモーリラ・ホバート国際ではモニカ・ニクレスクと組んだダブルスで決勝に進出し荘佳容&マリーナ・エラコビッチ組を 6–7(4), 7–6(4), [10–5] で破りツアー初優勝を果たした。全豪オープンでもニクレスクとのペアでベスト8に進出した。ロンドン五輪でオリンピックに初出場した。シングルス1回戦で第1シードのビクトリア・アザレンカに 1-6, 6-3, 1-6 で敗れた。全米オープンでは1回戦で第8シードのキャロライン・ウォズニアッキを 6-2, 6-2 で破った。9月のタシケント・オープンでツアー3度目の決勝に進出しドナ・ベキッチを 6–4, 6–4 で破りシングルス初優勝を果たした。
2015年全豪オープンでは1回戦で第9シードのアンゲリク・ケルバーを 6-4, 0-6, 6-1 で破って勝ち進み4大大会で初めて4回戦に進出した。4回戦ではウージニー・ブシャールに 1-7, 7-5, 2-6 で敗れた。

## WTAツアー決勝進出結果

### シングルス: 7回 (4勝3敗)
| 大会グレード                  |
| ----------------------------- |
| グランドスラム (0–0)          |
| WTAファイナルズ (0–0)         |
| プレミア・マンダトリー (0–0)  |
| プレミア5 (0-0)               |
| WTAエリート・トロフィー (0-0) |
| プレミア (0–1)                |
| インターナショナル (4–2)      |

| 結果   | No. | 決勝日         | 大会               | サーフェス    | 対戦相手                         | スコア        |
| ------ | --- | -------------- | ------------------ | ------------- | -------------------------------- | ------------- |
| 準優勝 | 1.  | 2011年4月10日  | マルベーリャ       | クレー        | ビクトリア・アザレンカ           | 3–6, 2–6      |
| 準優勝 | 2.  | 2011年7月10日  | ブダペスト         | クレー        | ロベルタ・ビンチ                 | 4–6, 6–1, 4–6 |
| 優勝   | 1.  | 2012年9月15日  | タシケント         | ハード        | ドナ・ベキッチ                   | 6–4, 6–4      |
| 準優勝 | 3.  | 2014年10月19日 | モスクワ           | ハード (室内) | アナスタシア・パブリュチェンコワ | 4–6, 7–5, 1–6 |
| 優勝   | 2.  | 2015年9月27日  | ソウル             | ハード        | アリャクサンドラ・サスノビッチ   | 6–3, 6–1      |
| 優勝   | 3.  | 2016年8月5日   | フロリアーノポリス | ハード        | ティメア・バボシュ               | 2–6, 6–4, 6–3 |
| 優勝   | 4.  | 2017年7月23日  | ブカレスト         | クレー        | ユリア・ゲルゲス                 | 6–3, 7–5      |

### ダブルス: 16回 (9勝7敗)
| 結果   | No. | 決勝日         | 大会               | サーフェス    | パートナー                   | 対戦相手                                          | スコア                 |
| ------ | --- | -------------- | ------------------ | ------------- | ---------------------------- | ------------------------------------------------- | ---------------------- |
| 優勝   | 1.  | 2012年1月14日  | ホバート           | ハード        | モニカ・ニクレスク           | 荘佳容 マリーナ・エラコビッチ                     | 6–7(4), 7–6(4), [10–5] |
| 準優勝 | 1.  | 2012年4月28日  | フェズ             | クレー        | アレクサンドラ・カダントゥ   | ペトラ・チェトコフスカ アレクサンドラ・パノワ     | 6–3, 6–7(5), [9–11]    |
| 準優勝 | 2.  | 2012年10月20日 | ルクセンブルク     | ハード (室内) | モニカ・ニクレスク           | アンドレア・フラバーチコバ ルーシー・ハラデツカ   | 3–6, 4–6               |
| 優勝   | 2.  | 2013年6月21日  | スヘルトーヘンボス | 芝            | アナベル・メディナ・ガリゲス | ドミニカ・チブルコバ アランチャ・パラ・サントンハ | 4–6, 7–6(3), [11–9]    |
| 優勝   | 3.  | 2014年2月22日  | リオデジャネイロ   | クレー        | マリア・イリゴエン           | ヨハンナ・ラーション シャネル・シェパーズ         | 6–2, 6–0               |
| 優勝   | 4.  | 2014年9月21日  | ソウル             | ハード        | ララ・アルアバレナ           | モナ・バルテル マンディ・ミネラ                   | 6–3, 6–3               |
| 準優勝 | 3.  | 2015年2月21日  | リオデジャネイロ   | クレー        | マリア・イリゴエン           | ヤサリン・ボナベンチャー レベッカ・ピーターソン   | 0–3, 途中棄権          |
| 準優勝 | 4.  | 2015年10月3日  | 武漢               | ハード        | モニカ・ニクレスク           | マルチナ・ヒンギス サニア・ミルザ                 | 2–6, 3–6               |
| 準優勝 | 5.  | 2015年10月23日 | モスクワ           | ハード (室内) | モニカ・ニクレスク           | ダリア・カサキナ エレーナ・ベスニナ               | 3–6, 7–6(7), [5–10]    |
| 優勝   | 5.  | 2017年7月23日  | ブカレスト         | クレー        | ラルカ・オラル               | エリーズ・メルテンス デミ・スゥース               | 6–3, 6–3               |
| 優勝   | 6.  | 2017年10月15日 | 天津               | ハード        | サラ・エラニ                 | ダリラ・ヤクポビッチ ニナ・ストヤノビッチ         | 6–4, 6–3               |
| 優勝   | 7.  | 2018年1月6日   | 深圳               | ハード        | シモナ・ハレプ               | バルボラ・クレイチコバ カテリナ・シニアコバ       | 1–6, 6–1, [10–8]       |
| 準優勝 | 6.  | 2018年6月30日  | イーストボーン     | 芝            | ミハエラ・ブザルネスク       | ガブリエラ・ダブロウスキー 徐一幡                 | 3–6, 5–7               |
| 優勝   | 8.  | 2018年7月22日  | ブカレスト         | クレー        | アンドレア・ミトゥ           | ダンカ・コビニッチ マリナ・ザネフスカ             | 6–3, 6–4               |
| 準優勝 | 7.  | 2018年9月29日  | タシケント         | ハード        | ラルカ・オラル               | オルガ・ダニロビッチ タマラ・ジダンセク           | 3–6, 3–6               |
| 優勝   | 9.  | 2019年2月3日   | ホアヒン           | ハード        | モニカ・ニクレスク           | アンナ・ブリンコバ 王雅繁                         | 2–6, 6–1, [12–10]      |

## 4大大会シングルス成績
略語の説明
| W | F | SF | QF | #R | RR | Q# | LQ | A | Z# | PO | G | S | B | NMS | P | NH |

W=優勝, F=準優勝, SF=ベスト4, QF=ベスト8, #R=#回戦敗退, RR=ラウンドロビン敗退, Q#=予選#回戦敗退, LQ=予選敗退, A=大会不参加, Z#=デビスカップ/BJKカップ地域ゾーン, PO=デビスカップ/BJKカッププレーオフ, G=オリンピック金メダル, S=オリンピック銀メダル, B=オリンピック銅メダル, NMS=マスターズシリーズから降格, P=開催延期, NH=開催なし.
| 大会           | 2009 | 2010 | 2011 | 2012 | 2013 | 2014 | 2015 | 2016 | 2017 | 2018 | 2019 | 2020 | 通算成績 |
| -------------- | ---- | ---- | ---- | ---- | ---- | ---- | ---- | ---- | ---- | ---- | ---- | ---- | -------- |
| 全豪オープン   | A    | A    | LQ   | 1R   | 2R   | 1R   | 4R   | 1R   | 2R   | 2R   | 2R   | 1R   | 7–9      |
| 全仏オープン   | LQ   | A    | 2R   | 2R   | 1R   | LQ   | 3R   | 4R   | 1R   | 3R   | 3R   |      | 11–8     |
| ウィンブルドン | LQ   | LQ   | 1R   | 1R   | 1R   | 2R   | 3R   | 1R   | 2R   | 1R   | LQ   |      | 4–8      |
| 全米オープン   | LQ   | A    | 1R   | 2R   | 1R   | 2R   | 1R   | 1R   | 1R   | 2R   | LQ   |      | 3–8      |